# Hechi
Hechi(cinese: 河池; pinyin: Héchí; zhuang：Hozciz) è una città-prefettura della Cina che appartiene alla Regione Autonoma di Guangxi Zhuang.

## Struttura fisica
Hechi ha una storia di più di 2500 anni e, sin dai tempi antichi, nella sua zona si è stabilita l'etnia zhuang. Ha circa 3.969.865 abitanti(2007), dei quali il 75% appartiene al gruppo etnico zhuang. La sua altitudine è 1400 metri. Non è molto distante dal fiume Hongshui. Ha un clima continentale temperato.

## Lingua, religione ed etnie

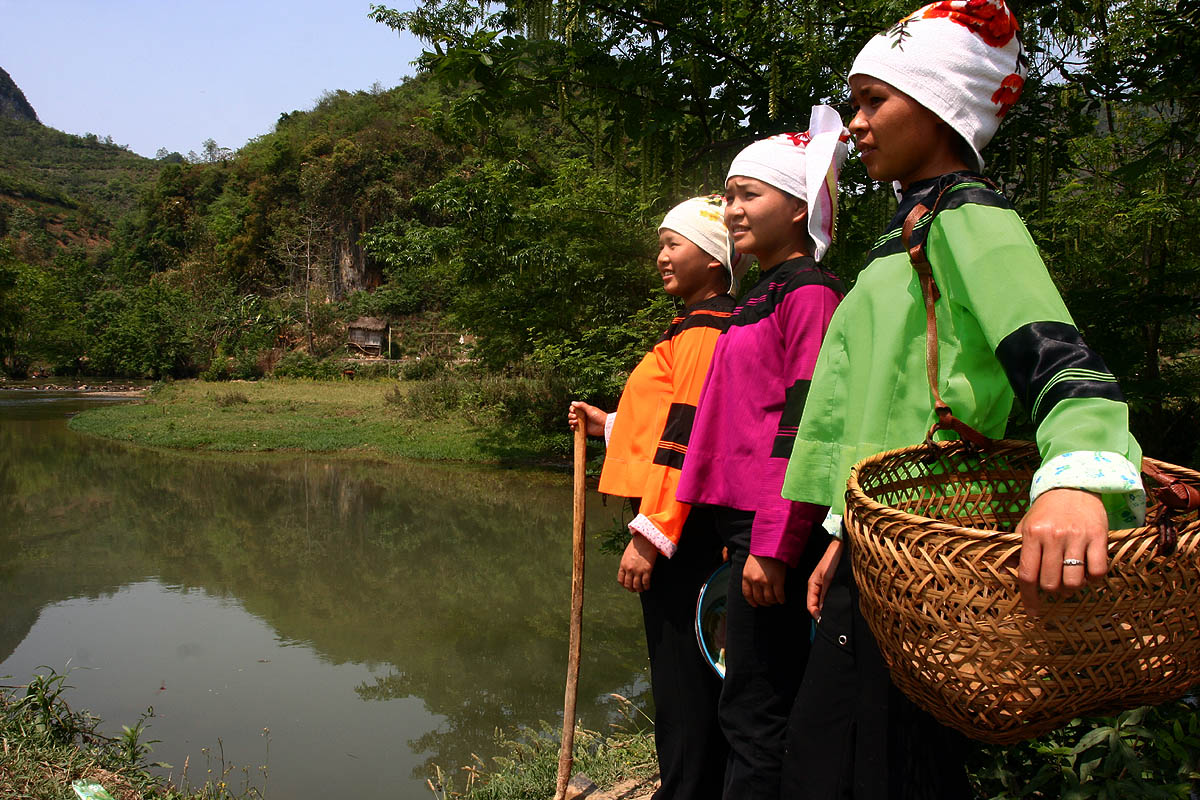
Zhuang

La lingua ufficiale è il cinese mentre la religione più diffusa è il confucianesimo seguito da Buddhismo e Taoismo. Le etnie diffuse sono gli zhuang, gli han, gli yao, i Mulao, i Maonan, i Miao, i Dong e gli Shui.

## Geografia antropica

### Suddivisioni amministrative
Hechi amministra due distretti, quattro contee e cinque contee autonome:
- Distretto di Jinchengjiang
- Distretto di Yizhou
- Contea di Tian'e
- Contea di Fengshan
- Contea di Nandan
- Contea di Donglan
- Contea autonoma yao di Du'an
- Contea autonoma mulao di Luocheng
- Contea autonoma yao di Bama
- Contea autonoma maonan di Huanjiang
- Contea autonoma yao di Dahua

## Economia
Economia basata soprattutto sulla coltivazione del riso e delle arance dunque nel settore primario. Le industrie tessili sono diffuse. Turismo e attività finanziarie sono poco presenti.